# NGC 7345
NGC 7345 é uma galáxia espiral (Sa) localizada na direcção da constelação de Pegasus. Possui uma declinação de +35° 32' 26" e uma ascensão recta de 22 horas, 38 minutos e 44,9 segundos.
A galáxia NGC 7345 foi descoberta em 11 de Setembro de 1872 por Édouard Jean-Marie Stephan.